# Sant Pere del castell de les Sitges
Sant Pere del castell de les Sitges és una església romànica situada al costat del castell de les Sitges, al municipi de Torrefeta i Florejacs (Segarra), inclosa a l'Inventari del Patrimoni Arquitectònic de Catalunya.

## Història
Documentada en un inventari de rendes del bisbe d'Urgell del segle xi, entre els anys 1042 i 1075, on apareix esmentada la quarta part del delme de Palou de Sanaüja que havia estat bescanviat per la quarta part del delme de «Ciges», menció que prova l'existència d'una certa organització parroquial al lloc de les Sitges. Se'n desconeix la categoria originària, potser no era més que una sufragània de Santa Maria de Florejacs o la capella del castell de les Sitges, documentat a partir de l'any 1116 («castrum de Ciges»), vinculat al proper «castrum Floriaci» (castell de Florejacs) en què Pere Ponç, vescomte de Cabrera el llegà al seu fill Arnau.

## Arquitectura
Edifici d'una sola nau, coberta amb volta de canó i reforçada amb cinc arcs torals, capçada a llevant per un absis semicircular obert a la nau mitjançant un arc presbiteral en degradació i cobert amb una volta de quart d'esfera. A l'interior, a banda i banda de la nau hi ha dos arcosolis oberts als murs i bancs de pedra. La teulada, de dues aigües, és de lloses de pedra i abraça la nau i l'absis de forma única. La porta d'entrada, reformada modernament, es troba a la façana oest i és feta per un arc de mig punt adovellat sobre el qual s'obre una finestra rectangular d'una esqueixada. A ponent també s'hi alça un campanar d'espadanya de dos ulls. El mur de migjorn és reforçat per dos contraforts, entre els quals se situa una finestra d'arc de mig punt paredada, possiblement de doble esqueixada. Una obertura de característiques similars s'obre al centre del semicilindre absidal. La façana nord és pràcticament un mur de contenció. Davant de l'absis hi ha el cementiri.
L'aparell és fet de carreus ben escairats i força regulars disposats en filades uniformes que palesen les formes pròpies de la construcció de finals del segle xii o potser ja del segle xiii.

### Escultura

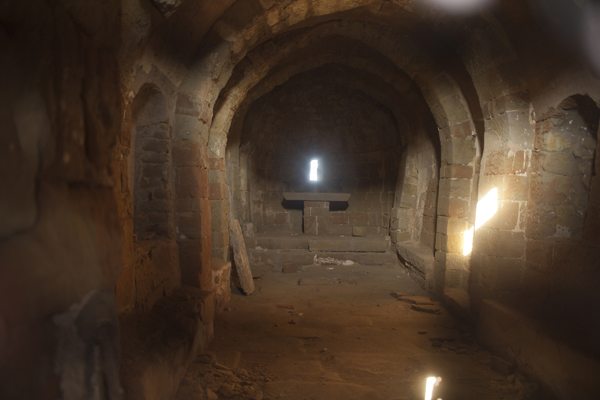
Interior de l'església. Vista parcial dels arcs torals, arcosoli i banc de pedra (2011)

L'arc preabsidal de l'església arrenca per mitjà d'imposta decorada per un relleu geomètric incís que podria ser la representació abstracta d'un peix submergit sota les aigües representades per una decoració de dents de serra. Aquest motiu es troba en algunes piques baptismals. Se'n desconeix el significat.

### Esteles funeràries
Al cementiri de l'església es conservava un conjunt de set esteles discoidals, darrerament robades. Aquest fou el primer conjunt conegut a Catalunya; Josep Puig i Cadafalch, A. de Falguera i J. Goday, a l'inici del segle xx, en donaren notícia per les característiques singulars de certs tipus d'enterraments d'època romànica. Són datables a la segona meitat del segle xii i tallades en pedra sorrenca del país. Es podien dividir en dos grups: el primer, format per cinc esteles totes amb una amplada de disc d'uns 0,32 a 0,36 m, un gruix de 0,15 1 0,19 i el peduncle totalment enfonsat. L'anvers és decorat amb una orla circular simple que tanca una creu grega esculpida en baix relleu. Les altres dues presenten a l'anvers també un disc gravat amb una creu grega i el revers ornamentat amb motius exfoliats buidats a burí. L'orla és marcada mitjançant dos cercles.